# 馬爾維爾山
82°44′S 48°10′W / 82.733°S 48.167°W
馬爾維爾山（英語：Mount Malville）是南極洲的山峰，位於伊利沙伯女皇地，處於阿克曼冰原島峰西南面9公里，屬於彭薩科拉山脈的一部分，海拔高度1,030米，美國地質調查局根據測量和該國海軍的空中照片繪入地圖，現時由南極條約體系管理。